# Ernst I van Brunswijk-Grubenhagen
Ernst I van Brunswijk-Grubenhagen (circa 1297 - 9 maart 1361) was van 1322 tot aan zijn dood hertog van Brunswijk-Grubenhagen. Hij behoorde tot het huis Welfen.

## Levensloop
Ernst was een zoon van hertog Hendrik I van Brunswijk-Grubenhagen en diens echtgenote Agnes, dochter van markgraaf Albrecht II van Meißen.
Oorspronkelijk was hij van plan om een geestelijke loopbaan te beginnen, maar na de dood van zijn vader in 1322 erfde hij samen met zijn broers Hendrik II en Willem het hertogdom Brunswijk-Grubenhagen.
Het hertogdom Brunswijk-Grubenhagen was in vergelijking met andere hertogdommen in handen van het huis Welfen veel kleiner, waardoor Ernst en zijn broers in 1324 beslisten om hun domeinen gezamenlijk te blijven besturen. In 1325 veranderden de broers van gedachte en verdeelden ze toch hun gezamenlijke domeinen onderling. Hierbij kreeg Ernst de gebieden tussen de steden Einbeck en Osterode, terwijl beide steden gezamenlijk door de drie broers werden bestuurd.
In 1351 stierf zijn broer Hendrik II, waarna diens zoons hun rechten op Brunswijk-Grubenhagen lieten vallen omdat ze carrières in zuidelijke Europese koninkrijken waren begonnen, en in 1360 overleed zijn broer Willem ongehuwd en kinderloos. Hierdoor bleef Ernst als enige hertog van Brunswijk-Grubenhagen over tot aan zijn eigen dood in 1361. In 1359 benoemde hij zoon Albrecht tot co-hertog.

## Huwelijk en nakomelingen
In juni 1335 huwde Ernst met Adelheid (overleden in 1373), dochter van graaf Hendrik II van Eberstein. Ze kregen negen kinderen:
- Otto (1337), jong gestorven
- Albrecht I (1339-1383), hertog van Brunswijk-Grubenhagen
- Johan (overleden in 1401), kanunnik in Hildesheim, Einbeck en Mainz
- Adelheid (1341-1406), huwde in 1362 met hertog Bogislaw V van Pommeren
- Agnes (1342-1394), huwde in 1362 met graaf Ulrich van Hohnstein
- Anna (1343-1409), huwde in 1362 met graaf Hendrik VIII van Hohnstein
- Ernst (1346-1400/1402), abt in de Abdij van Corvey
- Frederik I (1350-1421), hertog van Brunswijk-Osterode
- Anna (1360-1437), abdis in de Abdij van Osterode